# 莫小霖
莫小霖（1945年2月10日—），已退役香港足球運動員，司職門將，活躍於1960年代。他雖然身材矮小，但有驚人彈跳力和靈敏的反應。

## 球員生涯
莫小霖於元朗土生土長，15歲開始踢球，1962至1963年賽季轉投元朗青年軍。當季元朗的正選門將盧德權在季中嚴重受傷，17歲的莫小霖由青年軍調上預備隊，後來臨危受命獲派出戰1963年2月2日對南華的大戰，他在甲組地標戰中表現一鳴驚人，令元朗得以自兩年前升班以來首次擊敗南華。他在餘下的多場聯賽為元朗擔任正選門將，是元朗歷史性首奪聯賽冠軍的重要功臣之一。
1963至1964年賽季，莫小霖轉投愉園，擔任正選門將，效力愉園期間為球隊贏得1964-65年甲組聯賽冠軍。1966年，他原計劃轉會流浪，唯因傷告吹。當時他受到肩傷（斷鎖骨）困擾，因而決定於21歲之齡掛靴。他曾於1980年代初復出，擔任愉園後備門將一季。

## 國際賽生涯
1963年3月，莫小霖首次獲選香港青年代表隊，到馬來西亞檳城出戰亞青盃，奪得季軍。1964年，莫小霖入選香港隊，出戰以色列亞洲盃，然後遠征歐洲，擔任正選門將盧德權的副手。他在同年7月作客對新加坡選手隊的表演賽中首次為香港隊上陣。

## 個人生活
莫小霖是香港影星莫蘊霞的弟弟，他在十歲前曾當童星，拍過20-30套電影，作品包括《孤雛淚》、《春宵一刻值千金》等等，曾與著名演員新馬師曾、紅綫女等對戲。他亦是元朗教練鄒文治的外娚。剛上甲組時，他於元朗理民府擔任圖則曬片員，他的頂頭上司鍾逸傑便是元朗的會長。
淡出球壇後，莫小霖曾於九巴任職，後來移居加拿大，在高爾夫球界發展，擔任教練。

## 個人榮譽
- 1962–63年香港甲組足球聯賽：冠軍
- 1964-65年香港甲組足球聯賽：冠軍
- 1963年亞足聯青年錦標賽：季軍

## 外部連結
- 莫小林影視作品 - 香港影庫 （页面存档备份，存于）